# Trachylepis madagascariensis
Trachylepis madagascariensis är en ödleart som beskrevs av  François Mocquard 1908. Trachylepis madagascariensis ingår i släktet Trachylepis och familjen skinkar. IUCN kategoriserar arten globalt som livskraftig. Inga underarter finns listade i Catalogue of Life.